# (1321) Majuba
(1321) Majuba ist ein Asteroid des Hauptgürtels, der am 7. Mai 1934 vom südafrikanischen Astronomen Cyril V. Jackson in Johannesburg entdeckt wurde.
Der Name des Asteroiden wurde vom Berg Amajuba in Südafrika abgeleitet. Der Berg gehört zu den Drakensbergen und war Schauplatz einer Schlacht.